# Molossus coibensis
Molossus coibensis es una especie de murciélago de la familia Molossidae.

## Distribución geográfica
Se encuentra en América Central y América del Sur.